# Eckart Gaddum
Eckart Gaddum (* 1960 in Neuwied) ist ein deutscher Journalist. 

## Leben
Gaddum, Sohn des früheren rheinland-pfälzischen Finanzministers und Bundesbank-Vizepräsidenten Johann Wilhelm Gaddum, absolvierte von 1981 bis 1983 ein Volontariat bei der Allgemeinen Zeitung Mainz und begann anschließend ein Studium in Politikwissenschaften, Jura und Geschichte an der Johannes Gutenberg-Universität Mainz, das er 1988 abschloss. Von 1989 bis 1993 arbeitete er an seiner Dissertation zur deutschen Europapolitik der 80er-Jahre.
Seit 1987 bereits als freier Mitarbeiter für das heute-journal tätig, wurde Gaddum 1993 Reporter und Schlussredakteur dieser Nachrichtensendung. Nach einer Referententätigkeit für den damaligen ZDF-Chefredakteur Klaus Bresser wurde er 1995 Leiter des Landesstudios Thüringen, was er bis 1997 blieb. Anschließend war er bis 2000 Chef vom Dienst der ZDF-Hauptredaktion Aktuelles. Von 2001 bis 2002 als Auslandskorrespondent in Paris tätig, übernahm Gaddum 2003 die Leitung des ZDF-Morgenmagazins.
2008 übernahm Gaddum die Leitung der Hauptredaktion „Digitale Medien“, die bis 2020 den Namen „Neue Medien“ trug. Sie betreut die ZDFmediathek und ist für die Steuerung der Onlineprozesse des Senders verantwortlich. 2009 wurden er und zwei weitere ZDF-Redakteure für die Online-Dokumentation Die Berlin-Bilanz mit dem Medienpreis des Deutschen Bundestages ausgezeichnet. Zum 1. November 2024 übernahm er die Leitung der Hauptredaktion „Wirtschaft, Recht, Service, Soziales und Umwelt“. Zu diesem Bereich gehören die ZDF-Redaktionen WISO, Umwelt und Wirtschaftsdokumentationen, Recht und Justiz sowie Service täglich.
Im Februar 2017 galt Gaddum als Kandidat für die Nachfolge des Deutschlandradio-Intendanten Willi Steul. Der Verwaltungsrat des Deutschlandradios entschied sich allerdings für den bisherigen MDR-Chefredakteur Stefan Raue als Kandidaten.

## Veröffentlichungen
- 1994: Deutsche Europapolitik in den 80er Jahren, Entscheidungen und Konflikte der Regierung Kohl (Dissertation, Univ. Mainz 1992). ISBN 978-3-506-79322-5
- 2005: Entscheidung 2005. Handbuch zur Bundestagswahl (Hrsg.)
- 2006: Europa verstehen. Handbuch zur Europäischen Union (Hrsg.)